# Esbiaat
Esbiaat (franska: Esbiaat (CR), Esbiaat (Commune Rurale), arabiska: الكنتور) är en kommun i Marocko.   Den ligger i provinsen Youssoufia och regionen Marrakech-Safi, 260 km sydväst om huvudstaden Rabat. Antalet invånare är 14 449.